# Tanka (műfaj)
Ebben a szócikkben a japán nevek magyaros átírásban és keleti névsorrendben szerepelnek.
A tanka (japánul: 短歌, magyarul: „rövid vers”), a klasszikus japán költészet egyik ágazata, továbbá a japán irodalom egy kiemelkedően fontos műfaja. 

## Etimológia
Eredetileg a Manjósú keletkezésének időszakában (i.sz. VIII. század második fele) a tanka megnevezést abból a célból használták, hogy különbséget tegyenek az úgynevezett „rövid versek” és a csókák (japánul: 長歌, Hepburn-átírással: chōka, magyarul: „hosszú versek”) között. Azonban a IX. és a X. században a rövid versek váltak elterjedtebbé Japánban, különösen a Kokinsú (japánul: 古今集, Hepburn-átírással: Kokinshū), teljes nevén Kokin Vakasú (japánul: 古今和歌集, Hepburn-átírással Kokin Wakashū, magyarul: „Ókori és modern japán versek gyűjteménye”) létrejöttével. Ekkortól a „rövid versek” új standard neve az eddig általánosan használt vaka (japánul: 和歌, Hepburn-átírással: waka, magyarul: „japán vers”) lett. A XX. század első időszakában Maszaoka Siki, (japánul: 正岡子規, Hepburn-átírással: Masaoka Shiki) japán költő és kritikus, mégis újra vissza kívánta hozni a tanka kifejezés használatát a „rövid versekre”, ugyanis szerinte a vaka „felújításra és modernizálásra” szorult. A haiku kifejezés is szintén egy az ő újításai közül, az úgynevezett, egyedülálló hokku felülvizsgálata miatt, ami ugyanezen az ötleten alapszik.

## Forma
A tanka öt egységből áll (melyeket romanizálás, vagy fordítás esetén gyakran külön sorokként kezelnek), általában a következő on (japán: 音, magyarul: „fonetikus hangok a japán költészetben”) „minta” alapján (egységenként vagy soronként a szótagok számára vonatkozóan):
5-7-5-7-7.
Az első három, 5-7-5 szótagszámú sort „kami-no-ku”-nak, (japánul: 上の句, magyarul: „felső mondat”), az utolsó kettő, 7-7 szótagszámút pedig „simo-no-ku”-nak nevezik (japánul: 下の句, Hepburn-átírással: shimo-no-ku, magyarul: „alsó mondat”).

## Története

### A tankák modern története
A Nihonsoki (japánul: 日本書紀, Hepburn-átírással: Nihonshoki, magyarul: „Japán krónikája”) és a Kodzsiki (japánul: 古事記, Hepburn-átírással: Kojiki, magyarul: „Régi idők feljegyzései”) időszak alatt a tanka megőrizte jól meghatározott formáját, viszont az idő múlásával bekövetkező változások a tankákat illetően, fontos szakaszt képeznek a haikuk történetében is. Ez egészen addig tartott, amíg különféle költők el nem kezdték publikálni saját irodalmi magazinjaikat, megszerezve barátaik és tanítványaik támogatását. Ekkor kezdődött meg a tanka modern kori újjászületése. Erre példaként hozható fel Joszano Tekkan (japánul: 与謝野 鉄幹 vagy 與謝野 鐵幹, Hepburn-átírással: Yosano Tekkan) és további költők, akik neve a Mjódzsó (japánul: 明星, Hepburn-átírással: Myōjō) magazinnal kapcsolható össze. Ez a lap viszont sajnos nem volt „hosszú életű”, ugyanis 1900 februárjától csak 1908 novemberéig került kiadásra. Ismerünk még más költőket is, akik a Mjódzsó sikeréhez hozzájárultak, köztük egy fiatal középiskolás diák, Joszano Akiko (japánul: 与謝野 晶子, Hepburn-átírással: Yosano Akiko) (eredeti nevén You Otori), vagy Isikava Takuboku (japánul: 石川 啄木, Hepburn-átírással: Ishikawa Takuboku). Később, 1980-ban a New York Timesban is megjelent egy Isikava Takuboku által írt tanka:
東海の Tōkai no                                        A fehér homokon,
小島の磯の kojima no iso no                    Kis szigeti partokon,
白砂に shirasuna ni                                  A Keleti Tengeren
われ泣きぬれて ware naki nurete             Arcomon csíkot hagy könnyem,
蟹とたわむる kani to tawamuru               Tarisznyarákkal játszom.
- Isikava Takuboku                                   – saját fordítás
Maszaoka Siki (1867-1902) versei és írásai (csakúgy, mint barátaié és tanítványaié) azonban tartósabban befolyásolták a japán irodalmat. A Hototogiszu (japánul: ホトトギス, Hepburn-átírással: Hototogisu, magyarul: „Kakukk”) nevű irodalmi lap, melyet ő alapított, még a mai napig működik és publikál műveket.
A Meidzsi-korban, (japánul: 明治時代, Meidzsi dzsidai, Hepburn-átírással: Meiji jidai) mely 1868-tól 1912-ig tartott, Siki követelte, hogy javítsák meg a vaka helyzetét, s modernizálják, mint ahogyan ezt az összes többi üggyel is tették az országban. Úgy dicsérte a Manjósú stílusjegyeit, „férfiasnak” találta őket, szemben a Kokin Vakasú jellemzőivel, melynek több ezer évig követte példáját a vaka, viszont ő ezt a versformát mégis túlságosan „nőiesnek” tartotta, s becsmérlően beszélt róla. Egekig magasztalta Minamoto no Szanetomót, (japánul: 源 実朝, Hepburn-átírással: Minamoto no Sanetomo) a Kamakura sógunátus harmadik sógunját, aki Fudzsivara no Teika (japánul: 藤原定家, Hepburn-átírással: Fujiwara no Teika) tanítványa is volt egy bizonyos periódusban, ugyanis ő pont olyan stílusban írta a vakáit, mint ahogyan a Manjósú időszakban is ez népszerűnek számított.
Maszaoka Siki halála után, a Taisó-korban (1912-1926) Szaitó Mokicsi (japánul: 斎藤 茂吉, Hepburn-átírással: Saitō Mokichi) és különböző, tehetséges barátai megalapították az Aragi (japánul: アララギ) magazint, és publikálni kezdtek benne. A lap szintén a Manjósú stílusát tüntette fel a ideálisnak. A magazin által próbálták szétterjeszteni befolyásukat az országban, de a modernizáció ellenére a bíróságon ugyanúgy a régi tradíciók érvényesültek, ugyanis továbbra is tartottak hivatalos és privát utakai-estéket (ezek tulajdonképpen vaka-felolvasóestek voltak).
A császár által megszervezett utakai, az úgynevezett Utakai Hadzsime (japánul: 歌会始, Hepburn-átírással: Utakai Hajime, magyarul: Első Versfelolvasás) igen fontosnak bizonyult az akkoriban publikáló vaka költők számára. Maga a császár is kiadott egy vakát ennek az eseménynek a tiszteletére, hogy a fentebb említett estén ez felolvasásra is kerülhessen.
Ennek ellenére, a második világháború után a vakákat újból „elavultnak és régimódinak” tekintették az emberek, s így népszerűségüket is megint igen hamar elveszítették. Az 1980-as év azonban az időszak egy fontos fordulópontjának tekinthető, ugyanis bizonyos kortárs költőknek a frissen megjelent munkáikkal ismételten sikerült az elnyerni az olvasók vakák iránti szeretetét. A kor egyik leghíresebb ilyen szerzője Tavara Macsi (japánul: 俵 万智, Hepburn-átírással: Tawara Machi). Tavara az 1987-ben kiadott Salad Anniversary (eredeti címén: サラダ記念日) bestseller kötetével sikerült elnyernie az emberek elismerését, amiért az ő vaka-gyűjteménye által, az olvasók újra érdeklődni kezdtek a műfaj iránt.
Manapság már több, különféle társasága, köre van a tanka-szerzőknek, s számos japán lap is külön heti rovatot kezdeményezett a már felfedezett, gyakorlottabb, de a még amatőr költők által írt tankák számára is.
Óoka Makoto, (japánul: 大岡信, Hepburn-átírással: Ōoka Makoto) japán költő és műkritikus költészettel foglalkozó rovata például a hét minden napján említést kapott az Aszahi Sinbun (japánul: 朝日新聞, Hepburn-átírással: Asahi Shinbun, magyarul: Reggeli, Napi Hírek) címlapján, egészen húsz éven keresztül. Az akkor nemrégiben leváltott főminiszter, Koizumi Dzsunicsiró (japánul: 小泉 純一郎, Hepburn-átírással: Koizumi Junichirō) is publikált tankát a magazinban, mégpedig hogy méltó búcsút vehessen, és megköszönje pártfogói támogatását.
A japán császári család tagjai hagyományként megtartva a szokást, továbbra is írtak tankákat az újév tiszteletére.

## Költészeti kultúra
Az régebbi időkben szokás volt a két költő közötti vaka-csere a prózában, levélírás helyett. Mivel ez a módszer inkább szerelmespárok közt volt divatban, így ezt tükrözve a Kokin Vakasú öt kötete a megjelent húszból a szerelmes-vakákat gyűjtötte össze, s ezt a témát dolgozta fel. A Heian-korszakban a párok akkor cseréltek vaka verseket, mikor reggel találkoztak a hölgy otthonában. Az egymásnak ajándékozott vakákat Kinuginuknek (japánul: 後朝) nevezték, ugyanis a történetek szerint a pár férfi tagja szerelmével kívánt maradni, s amikor a Nap felkelt, semmi ideje nem maradt magára kapni ruháit, melyeket előző este a földre terített, matrac helyett (abban a korban ez volt a megszokott).
A Heian-kori művek, például a Makura no Szósi, (japánul: 枕草子, Hepburn-átírással: Makura no Sōshi, magyarul: Párnakönyv) vagy a Gendzsi szerelmei (más néven: Gendzsi regénye, japánul: 源氏物語, Gendzsi monogatari) remekül átadják az olvasóknak, milyen volt az arisztokraták élete a korban. Muraszaki Sikibu (japánul: 紫 式部, Hepburn-átírással: Murasaki Shikibu) 795 vakát használ fel a Gendzsi szerelmei című művében, mint rövid költemények, melyeket a kitalált karakterei szereztek. Ezek közül néhány a saját szerzeménye, de felhasznált műveket már létező forrásokból is.
Hamarosan az arisztokratikus kultúra részévé vált a vakák írása és elbeszélése. A megfelelő vaka szabad elszavalása bizonyos ünnepségeken és különleges eseményeken pedig mindig sikeresen kiváltott valamilyen érzést az előadást meghallgató közönségből.
Csakúgy, mint a tea esetében is, számos vaka-szertartás és rendezvény jelent meg Japánban, melyek lényege volt, hogy hozzáértők elemezték a helyben bemutatott költeményeknek a koncepcióját, előadásmódját, s ezek után pedig bírálták őket. Az úgynevezett „alkalmi költészetet” megteremtő eseményt kétféle típusra oszthatjuk fel: létezett az Utakai és Uta-avasze (japánul: 歌合 vagy 歌合せ, Hepburn-átírással: Uta-awase). Az Utakai egy olyan összejövetelként zajlott le, ahol az összes résztvevőnek vakát kellett írnia és helyben felolvasni az elkészült szerzeményt. Az Utakai olyan „ünnepségekkor”, vagy épp különleges történésekkor zajlott, mikor sok ember gyűlt össze egy meghatározott helyen (erre példa az újév tradicionális megtartása a japánoknál, az Ómiszoka; házavató; vagy akár egy újszülött gyermek meglátogatása).
Az Uta-avasze ezzel szemben egy két csoportra bontott verseny volt. Ezeknek a csoportoknak már egy előre meghatározott témát adtak meg, s mindkét csapatból egy-egy költő, mint a társaság képviselője, írt egy vakát, a megadott szabályokat betartva. A szakértők minden témának kihirdették a győztes csapatát és pontokat adtak nekik. Az a csoport, amelyik összesítve a legtöbb pontot kapta, nyerte meg a versenyt.
Az első feljegyzett Uta-avasze i. sz. 885 körül volt megrendezve. A legelső időkben az Uta-avasze még csak egy igen játékosnak mondható, csupa szórakozás céljából tartott esemény volt, azonban ahogyan ez a vaka-költők között nagy népszerűségnek örvendő hagyomány egyre nőtt, s „mély gyökereket eresztett” a japán kultúrában, egy komoly esztétikai versennyé alakult át, már jelentősen nagyobb formai követelményekkel.

## A kor elismert költői
- Ocsiai Naobumi (1861-1903)
- Maszaoka Siki (1867-1902)
- Joszano Akiko (1878-1942)
- Isikava Takuboku (1886-1912)
- Szaitó Mokicsi (1882–1953)
- Itó Szacsió (1864–1913)
- Kitahara Hakusú (1885–1942)
- Nagacuka Takasi (1879–1915)
- Okamoto Kanoko (1889–1939)
- Vakajama Bokuszui (1885–1928)
- Orikucsi Sinobu (1887–1953)
- Fudzsita Dzsun (1888-1963)
- Terajama Súdzsi (1935–1983)
- Tavara Macsi (született: 1962)
- Misima Jukio (1925–1970)
- Baba Akiko
- Nakadzsó Fumiko
- Szaitó Fumi
- Nakadzsima Utako (1844–1903)